# 마데시주
마데시주(네팔어: मधेश प्रदेश) 네팔의 테라이 지역에 위치한 네팔의 주로, 면적은 9,661km2이며 네팔의 면적 중 6.5%를 차지한다. 인구는 2021년 기준 6,126,288명으로 네팔에서 인구 밀도가 가장 높은 주이다. 동쪽과 북쪽으로는 코시구, 북쪽으로는 바그마티주, 남쪽과 서쪽으로는 인도의 비하르주와 접하고 있다. 치트완 국립공원과 파르사 국립공원은 서쪽 주 경계 역할을 하며, 코시강은 동쪽 주 경계 역할을 한다. 마데시주는 최서단의 파르사에서 최동단의 사프타리까지 8개의 현으로 구성되어 있으며, 네팔의 주요 관광 및 경제 중심지로 손꼽힌다.

## 어원
마데시(madhesh)라는 이름은 산스크리트어로 '중간 지역'을 뜻하는 मध्य देश(madhya desh)에서 유래한 것으로 보이며, 이는 히말라야산맥과 빈디아산맥 중간에 위치한 지역, 또는 국가를 의미한다.

## 역사
마데시주는 네팔 헌법 제4조에 따라 2015년 9월 20일, 임시 명칭인 제2주로 설립되었다. 2022년 1월 17일, 주 의회가 자낙푸르를 주도로 선언하며 마데시주라는 명칭을 받게 되었다.

## 지리
네팔 통계청에 따르면, 마데시주의 면적은 9,661km2이며 네팔의 면적 중 6.5%를 차지한다. 인구는 2021년 기준 6,114,600명의 주민이 거주하고 있어 네팔에서 두 번째로 인구가 많은 주이다. 마데시주는 동쪽과 북쪽으로는 코시구, 북쪽으로는 바그마티주, 남쪽과 서쪽으로는 인도의 비하르주와 접하고 있다. 마데시주는 5743.6km2의 농지를 보유하고 있어  네팔에서 농업이 가장 발달한 지역이다. 마데시주의 서쪽에는 파르사 국립공원이, 동쪽에는 코시타푸 야생동물 보호구역이 위치해 있다. 마데시주는 다양한 생물 종이 서식하며, 때때로 아시아코끼리가 대량 이동하는 것이 목격되기도 한다.

### 인구순 도시 목록
| 순위 | 이름           | 인구(명) |
| ---- | -------------- | -------- |
| 1    | 비르간지       | 240,922  |
| 2    | 자낙푸르       | 159,468  |
| 3    | 칼라이야       | 123,659  |
| 4    | 지트푸르시마라 | 117,496  |
| 5    | 라한           | 91,766   |
| 6    | 시라하         | 82,531   |
| 7    | 찬드라푸르     | 72,059   |
| 8    | 바라하트와     | 69,822   |
| 9    | 라지비라지     | 69,086   |
| 10   | 가우샬라       | 66,673   |
| 11   | 바르디바스     | 66,354   |
| 12   | 이슈와르푸르   | 59,986   |
| 13   | 랄반디         | 59,395   |
| 14   | 잘레슈워르     | 58,549   |
| 15   | 마하가디마이   | 54,474   |
| 16   | 골바자르       | 51,137   |
| 17   | 가루다         | 50,481   |
| 18   | 미르차이야     | 50,079   |
| 19   | 심라웅가드     | 49,939   |
| 20   | 마나라시스와   | 49,692   |

마데시주의 주도는 자낙푸르지만, 최대 도시는 비르간지이다.